# Pylartes totuanalis
Pylartes totuanalis là một loài bướm đêm trong họ Crambidae.